# Ballarabé
Ballarabé (auch: Balarabé) ist ein Dorf in der Landgemeinde Guidan Sori in Niger.

## Geographie
Das von einem traditionellen Ortsvorsteher (chef traditionnel) geleitete Dorf liegt am linken Ufer des Trockentals Goulbi de Maradi. Es befindet sich rund 24 Kilometer nordwestlich des Hauptorts Guidan Sori der gleichnamigen Landgemeinde, die zum Departement Guidan Roumdji in der Region Maradi gehört. Zu den Siedlungen in der näheren Umgebung von Ballarabé zählen Guidan Roumdji im Nordosten, Toda Peulh im Süden, Toda Haoussa im Südwesten und Kabra im Westen.
Ballarabé besteht aus den Ortsteilen Ballarabé Saboua (auch: Balarabé Saboua) und Ballarabé Sohoua (auch: Balarabé Sofoua und Balarabé Sohoua). Das Dorf ist Teil der Übergangszone zwischen Sahel und Sudan. Die durchschnittliche jährliche Niederschlagsmenge beträgt hier zwischen 400 und 500 mm.

## Geschichte
In Ballarabé wurde 1914 einer der ersten Zollposten zwischen dem damals französischen Niger und dem damals britischen Nigeria eingerichtet. Die schlecht ausgebildeten und wenig kontrollierten Zöllner, die aus den Reihen der tirailleurs sénégalais rekrutiert wurden, sollten im Auftrag von William Ponty, des Generalgouverneurs von Französisch-Westafrika, Abgaben beim grenzüberschreitenden Handel einheben.

## Bevölkerung
Bei der Volkszählung 2012 hatte Ballarabé 1051 Einwohner, die in 128 Haushalten lebten. Bei der Volkszählung 2001 betrug die Einwohnerzahl 1045 in 130 Haushalten und bei der Volkszählung 1988 belief sich die Einwohnerzahl auf 849 in 111 Haushalten.
Die Zone entlang des Trockentals gehört zu den am dichtesten besiedelten und zugleich zu den ärmsten Nigers, mit erhöhter Unterernährung.

## Wirtschaft und Infrastruktur
Ballarabé liegt an einer traditionellen Route nomadischer Fulbe- und Wodaabe-Viehzüchter für die Überwinterung im Norden. Es gibt eine Schule im Dorf.